# Desafio Internacional de Futebol 7 de 2013
O Desafio Internacional de Futebol 7 de 2013 foi um torneio internacional interclubes de Futebol 7 que foi disputado numa arena montada na Praia de Copacabana, no mês de Novembro de 2013.

## Equipes Participantes
- Barcelona
- Flamengo
- Nacional
- River Plate

## Transmissão
No Brasil, o torneio foi transmitido pelo canal Fechado Fox Sports Brasil.

## 1a Fase
| Equipe      | V | D | Gola A Favor | Gols Contra |
| ----------- | - | - | ------------ | ----------- |
| Barcelona   | 3 | 0 | 12           | 5           |
| Flamengo    | 2 | 1 | 7            | 7           |
| Nacional    | 1 | 2 | 7            | 8           |
| River Plate | 0 | 3 | 3            | 8           |

|             | Barcelona | Flamengo             | Nacional             | River Plate |
| ----------- | --------- | -------------------- | -------------------- | ----------- |
| Barcelona   | —         | 4–3                  | 3–1                  | 5–1         |
| Flamengo    | 3–4       | —                    | 3–3 (2-0 shoot-outs) | 1–0         |
| Nacional    | 1–3       | 3–3 (0-2 shoot-outs) | —                    | 3–2         |
| River Plate | 1–5       | 0–1                  | 2–3                  | —           |

### Resultados
Dia 1
| 21 de novembro de 2013 | Barcelona | 5 – 1     | River Plate | Arena da Praia de Copacabana, Rio de Janeiro- |
|                        |           | Relatório |             |                                               |

| 21 de novembro de 2013 | Flamengo | 2 – 0 (shoot-out) 3-3 (tempo normal) | Nacional | Arena da Praia de Copacabana, Rio de Janeiro- |
|                        |          | Relatório                            |          |                                               |

Dia 2
| 22 de novembro de 2013 | Barcelona                         | 3 – 1     | Nacional | Arena da Praia de Copacabana, Rio de Janeiro- |
|                        | Juan Martinez · Kumán · Fernandez | Relatório | Santi    |                                               |

| 22 de novembro de 2013 | Flamengo   | 1 – 0     | River Plate | Arena da Praia de Copacabana, Rio de Janeiro- |
|                        | Caio Cezar | Relatório |             |                                               |

Dia 3
| 23 de novembro de 2013 | River Plate    | 2 – 3     | Nacional                  | Arena da Praia de Copacabana, Rio de Janeiro- |
|                        | Loto · Nicolas | Relatório | Pampero · Tejera · Tejera |                                               |

| 23 de novembro de 2013 | Flamengo                     | 3 – 4     | Barcelona                                   | Arena da Praia de Copacabana, Rio de Janeiro- |
|                        | Daniel · Wesley · Caio Cezar | Relatório | PC · Sanchez · Thiago Freitas · Jorge Ramon |                                               |

### 2a Fase
Disputa do 3o Lugar
| 24 de novembro de 2013 | River Plate | - | Nacional | Arena da Praia de Copacabana, Rio de Janeiro- |
|                        |             |   |          |                                               |

Final
| 24 de novembro de 2013 | Flamengo                               | 4 - 3    | Barcelona                     | Arena da Praia de Copacabana, Rio de Janeiro- |
|                        | Weley · Caio Cezar · Caio Cezar · Roni | Detalhes | Fernandez · Fernandez · Juama |                                               |

| Flamengo | Barcelona |

### Premiação

#### Campeão
| 1o Desafio Internacional Interclubes de Futebol 7 |
| ------------------------------------------------- |
| Flamengo Campeão (1º título)                      |

#### Prêmios Individuais
- Artilheiro - Caio Cezar[3]
- Melhor Jogador da competição - Caio Cezar[3]
- Melhor Goleiro - Guilherme[3]